# غلاسكو

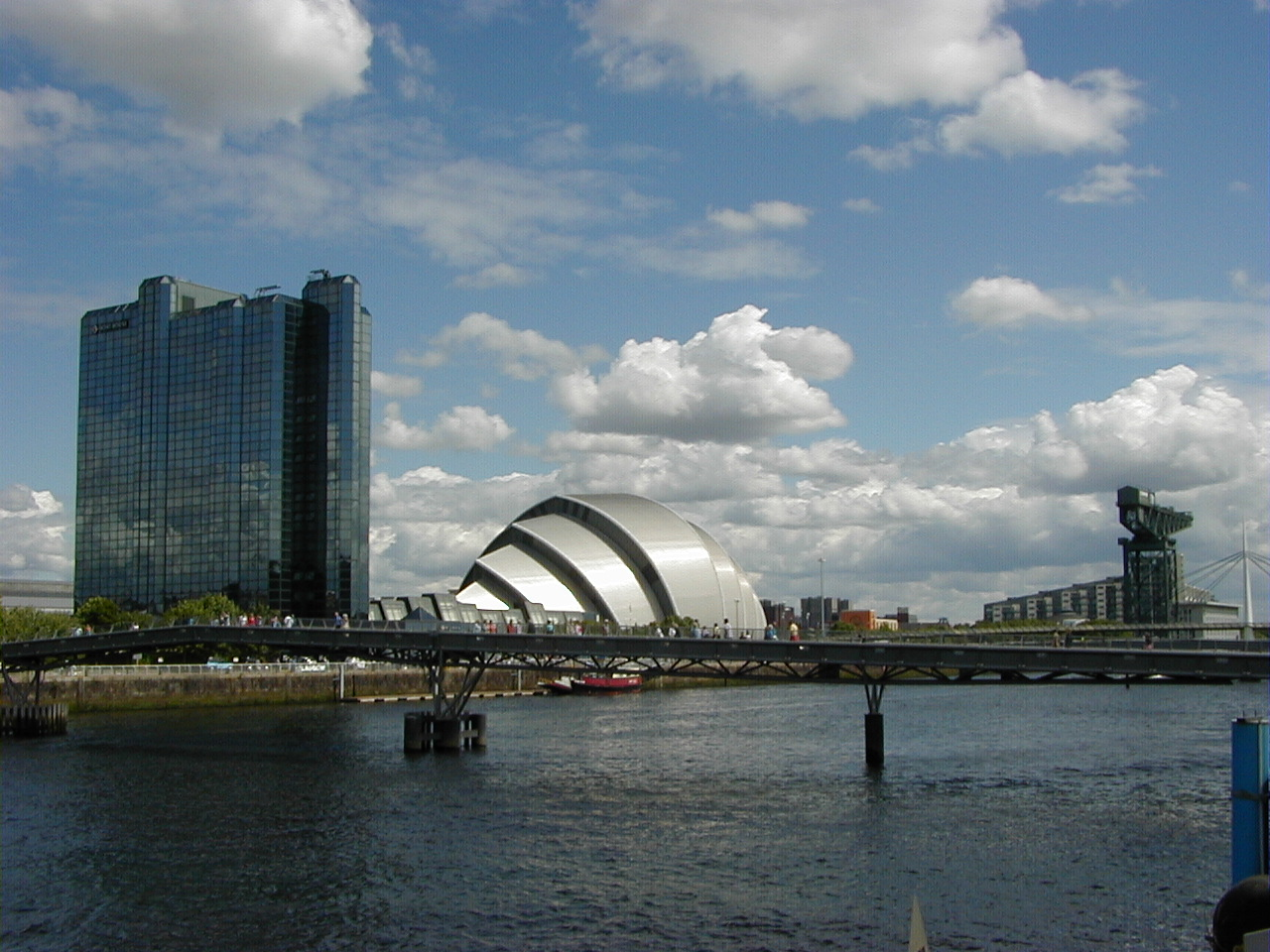
جانب من مدينة غلاسكو

غلاسكو أو غلازغو (بالإنجليزية: Glasgow)‏ (بالاسكتلندية: Glesga، غليزغا؛ بالغيلية: Glaschu، غلاستشو)، هي أكبر مدن اسكتلندا وثالث أكبر مدن المملكة المتحدة (بعد كل من لندن وبيرمنغهام). يبلغ عدد سكان غلاسكو الكبرى 1,119,629 نسمة حسب تعداد 2001. في عام 2011 بلغت الكثافة السكانية في غلاسكو 8,790 نسمة للميل المربع الواحد (3,390 نسمة للكيلومتر المربع الواحد) وهي النسبة الأعلى في اسكتلندا ككل. تقع غلاسكو على ضفاف نهر كلايد في السهول الوسطى الغربية، يُطلق على قاطني المدينة لقب (Glaswegians).
كبُرَت غلاسكو ونهضت من مستعمرة ريفية لتصبح إحدى أكبر مدن المملكة المتحدة. ممتدة من مركز كنسي لاسكتلندا تلاه تأسيس جامعة غلاسكو في القرن الخامس عشر. في القرن الثامن عشر أصبحت غلاسكو مركزاً للنهضة الاسكتلندية وواحداً من أهم مراكز بريطانيا التجارية الرابطة بأمريكا الشمالية.
مع انطلاق الثورة الصناعية ازدادت الكثافة السكانية في غلاسكو بشكل ملحوظ وأصبحت مركزاً عالمياً لتجارة المواد الكيميائية والأقمشة والمعدات الهندسية، بخاصة المستعملة في صناعة السفن والنقل البحري بشكل عام. كما كانت تعد غلاسكو المدينة الثانية في الإمبراطورية البريطانية في العصر الفيكتوري والإدواردي، على الرغم من تنازع عدد من المدن على هذا اللقب.
في أواخر القرن التاسع عشر وبدايات القرن العشرين واصلت الكثافة السكانية ازديادها الملحوظ في غلاسكو، حتى وصل عدد السكان إلى 1,128,473 نسمة في عام 1939 وهو الأكثر في تاريخ المدينة. خلال ستينيات القرن العشرين وبعد التجديد العمراني والمشاريع الجديدة في غلاسكو وضواحيها انتقل عدد من سكان المدينة إلى المشاريع السكانية الجديدة المجاورة، الأمر الذي تسبب بخفض عدد السكان في مدينة غلاسكو نفسها حتى أصبح 599,650، فيما وصل عدد سكان غلاسكو الكبرى إلى 1,209,143. يصل الآن عدد سكان غلاسكو والمنطقة المحيطة بها إلى 2.3 مليون نسمة، أي ما يعادل 41% من عدد سكان اسكتلندا. في عام 2014 استضافت غلاسكو ألعاب الكومنولث. وفي كرة القدم تعد غلازغو معقلاً للغريمين سيلتيك ورينجرز، طرفي ديربي الـOld Firm الشهير.

## الموقع
تقع على نهر كلايد في غرب السهول الوسطى الاسكتلندية.

## التاريخ
موقع غلاسغو يستخدم منذ عصور ما قبل التاريخ بسبب كونها نقطة عبور نهر كلايد، الذي يوفر فرصة طبيعية لصيد سمك السلمون.
بنى الرومان عبرها سور أنطونينوس لمحاولة ترسيم الحدود الشمالية لإمبراطوريتهم.
تأسست كمدينة في القرون الوسطى حيث كانت مركز للكنيسة في اسكتلندا. اكتسبت أهمية في القرن الثاني عشر.
ساهم إنشاء جامعة غلاسكو في عصر التنوير الاسكتلندي.
عرفت غلغسكو ب «المدينة الثانية في الإمبراطورية البريطانية» في العصر الفيكتوري. وتعد اليوم ضمن مراكز أوروبا المالية العشرين الكبرى وتؤوي العديد من الشركات الراءده في اسكتلندا.
في القرن الثامن عشر الميلادي أصبحت أحد محاور أوروبا الرئيسية للتجارة عبر الأطلسي مع الأمريكتين.
أثناء الثورة الصناعية، نمت غلاسكو المدينة والمنطقة المحيطة لتصبح واحدة من مراكز الهندسة وبناء السفن البارزة في العالم. وفي أواخر القرن التاسع عشر ومطلع القرن العشرين بلغ عدد سكانها أكثر من مليون ، لتصبح رابع مدن أوروبا بعد لندن وباريس وبرلين.
في الستينات اتسع نطاقها فأنشئت بلدات وضواحي للمدينة، فقل عدد السكان لمدينة غلاسكو بحدودها الضيقة إلى 578,790 - ويعيش أكثر من مليون نسمة في المنطقة الحضرية حسب إحصاء 2001. وإذا اتسع النطاق ليضم البلدات القريبة يصبح العدد 2,3 مليون نسمة، أي ما يقارب نصف سكان اسكتلندا.